# Georg Johann Rieger

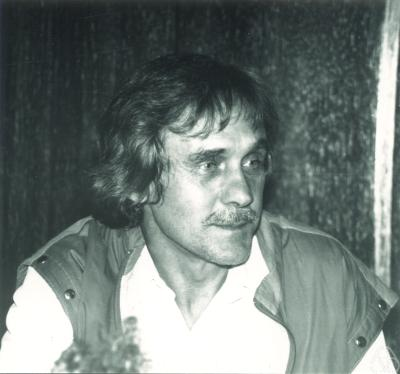
Georg Johann Rieger in Oberwolfach, 1986

Georg Johann Rieger (* 16. August 1931 in Bad Kreuznach; † 23. Juni 2021) war ein deutscher Mathematiker, der sich insbesondere mit additiver Zahlentheorie beschäftigt hatte.

## Leben und Wirken
Rieger besuchte das Gymnasium in Günzburg und studierte ab 1949 an der Justus-Liebig-Universität Gießen, wo er 1953 bei Hans-Joachim Kanold summa cum laude promoviert wurde (Zur Hilbertschen Lösung des Waringschen Problems – Abschätzung von g(n), teilweise in Archiv für Mathematik Bd. 4, 1953, S. 275–283). 1954 bis 1956 war er an der Universität Wien. 1956 habilitierte er sich in Gießen. Ab 1957 war er Assistant Professor an der University of Maryland in College Park und ab 1960 Associate Professor an der Purdue University. 1961 war er am Institute for Advanced Study. 1963 wurde er außerordentlicher Professor an Ludwig-Maximilians-Universität München und hatte 1963/64 eine Lehrstuhlvertretung in Erlangen und 1964/65 in München inne. Ab 1967 war er zwei Jahre lang Professor an der State University of New York at Buffalo, ehe er 1969 wieder an die Universität München zurückkehrte. 1973 erhielt er eine  ordentliche Professur an der Technischen Universität Hannover, der späteren Leibniz Universität Hannover, die er bis zu seiner Emeritierung 1999 innehatte. Er nahm zahlreiche Gastprofessuren im Ausland wahr unter anderem an den Universitäten  in Bordeaux (1977) Frankreich, in Campinas (1978) Brasilien, in College Station (1981/82) nahe Houston, Texas, USA und in Johannesburg (1985) Südafrika.
Ab 1950 war er Stipendiat der Studienstiftung des Deutschen Volkes. Er war Mitglied der Braunschweigischen Wissenschaftlichen Gesellschaft (seit 1992), der Accademia Italia und der New York Academy of Sciences.
In seiner Dissertation setzte er an David Hilberts Beweis der Waring-Vermutung von 1909 an. Hilbert hatte 1909 bewiesen, dass jede natürliche Zahl durch eine Summe höchstens g(k) k-ten Potenzen darstellbar ist. Er gab aber keine Abschätzungen für g(k), was Rieger mit Hilbertschen Methoden nachholte, ohne allerdings damit an die schon länger bekannten besseren Abschätzungen durch die Hardy-Littlewood Kreismethode heranzukommen (durch Godfrey Harold Hardy, John Edensor Littlewood um 1920). Rieger befasste sich auch in weiteren Arbeiten mit dem Waring-Problem und seinen Verallgemeinerungen. So gab er elementare Abschätzungen für g(k) aufbauend auf Arbeiten von Juri Linnik, der in den 1940er Jahren einen neuen Zugang zum Waring-Problem fand.
Zu seinen Doktoranden gehören Jörn Steuding und Jürgen Sander.

## Schriften
- Zahlentheorie, Vandenhoeck und Ruprecht, Göttingen 1976 (Studia Mathematica)
- Die Zahlentheorie bei C. F. Gauß, in: Hans Reichardt: Gauß – Gedenkband anläßlich des 100. Todestages am 23. Februar 1955, Teubner 1957